# 田鎖城
田鎖城（たくさりじょう）は、岩手県宮古市にあった日本の城（平山城）。

## 概要
当城は、閉伊郡田鎖村の閉伊川南岸、田鎖山塊の先端にあり、主郭・二の郭・物見櫓・大手口・空堀などが残る。

## 歴史・沿革
閉伊一族の田鎖氏（多久佐利氏）を名乗るようになったされる南北朝期の永和年間（1375年-1379年）といわれ、中根城から移ってきて居城となった。
室町・戦国期の閉伊一族・家臣は閉伊川沿岸地域に分散して、閉伊源氏と称され、室町末期にその一族の本宗と称するのは田鎖城に在城しているが、その本末は判明しない。
閉伊氏の後流と称するものには、田鎖・刈屋・和井内・茂市・長沢・花輪・高浜・箱石・ 根市・中村・赤前・重茂・大沢・蟇目・田代・山崎・荒川・近内・小山田・江刈内・今岸・箱石・大川等の諸氏があり、それぞれ閉伊郡内の地名を名字とするものが多く、一族的な結束を保ち田鎖党・田鎖十三家などと称されていたが、南部氏の圧力が次第に強まり、その傘下に属するに至った。
天正19年（1591年）、九戸政実の乱のときに桜庭安房の説得にもかかわらず、対岸の千徳氏などと共にいずれの味方もせずに静観の態度をとり続けたが、朝鮮の役で千徳氏などと九州名護屋へ出陣の留守の間に南部氏によって田鎖城は千徳城とともに取り壊され、天正20年（1592年）の「諸城破却令」書上には「田鎖 山城破 佐々木十郎左衛門 持分 唐之供 留守兵庫」とのみ記されている。

## 参考資料
- 『岩手県史 第三巻 中世篇 下』岩手県、1961年10月20日。
- 「角川日本地名大辞典」編纂委員会『角川日本地名大辞典 3 岩手県』角川書店、1985年3月8日。ISBN 4-04-001030-2。
- 児玉幸多、坪井清足『日本城郭大系 第2巻 青森・岩手・秋田』新人物往来社、1980年7月15日。